# Arcoida
Arcoida (лат.) — отряд двустворчатых моллюсков подкласса Pteriomorphia, возникший в нижнем ордовике.
Раковина обычно овальная и равностворчатая, сложена из арагонита. Нога, как правило, большая и сильная. Моллюски живут, погрузившись в основном или наполовину в донные отложения. Кормятся, отфильтровывая из воды взвешенные органические частицы. Многие виды съедобны.

## Таксономия
По данным сайта World Register of Marine Species, на август 2016 г. в отряд включают 3 надсемейства, включая одно вымершее:
- Надсемейство Arcoidea Lamarck, 1809
  - Семейство Arcidae Lamarck, 1809
  - † Семейство Catamarcaiidae Cope, 2000
  - Семейство Cucullaeidae Steward, 1930
  - † Семейство Frejidae Ratter & Cope, 1998
  - Семейство Glycymerididae Dall, 1908 (1847)
  - Семейство Noetiidae Steward, 1930
  - Семейство Parallelodontidae Dall, 1898
- † Надсемейство Glyptarcoidea Cope, 1996
  - † Семейство Glyptarcidae Cope, 1996
  - † Семейство Pucamyidae Sánchez & Benedetto, 2007
- Надсемейство Limopsoidea Dall, 1895
  - Семейство Limopsidae Dall, 1895
  - Семейство Philobryidae F. Bernard, 1897